# 桥头乡 (辰溪县)
桥头乡，是中华人民共和国湖南省怀化市辰溪县下辖的一个乡镇级行政单位。

## 行政区划
桥头乡下辖以下地区：
报木洞村、双桥村、龙埠村、园家坪村、李家湾村、柞溪村、檀木树村、岩桥垅村、蛇形村、土地坳村、湘子坡村、杨家坪村和西庄坪村。